# Двенадцать стульев (фильм, 2004)
«Двенадцать стульев» (Zwölf Stühle) — экранизация одноимённого романа И. Ильфа и Е. Петрова, снятая немецким режиссёром Ульрике Оттингер. Фильм дебютировал 15 июля 2004 года на Берлинском кинофестивале в рамках «Международного форума молодого кино».

## Сюжет
Сюжет этого фильма основан на широко известном романе И. Ильфа и Е. Петрова «Двенадцать стульев», написанном в Советском Союзе в 1927 году. Все действия персонажей остались в 1927г. но кулисы (декорации) используют современные, так что видны машины Жигули, джинсы и современные контейнеры фирмы "Кока-кола".

## В ролях
| Актёр                  | Роль                                              |
| ---------------------- | ------------------------------------------------- |
| Георгий Делиев         | Остап Бендер                                      |
| Геннадий Скарга        | Ипполит Матвеевич Воробьянинов                    |
| Борис Раев             | Отец Фёдор                                        |
| Светлана Дягилева      | Клавдия Ивановна Петухова тёща Воробьянинова      |
| Ольга Равицкая         | мадам Грицацуева                                  |
| Ирина Токарчук         | Елена Станиславовна Боур гадалка                  |
| Наталья Бузько         | Эллочка-людоедка                                  |
| Татьяна Хрусталёва     | Парикмахерша / помощник аукциониста / редактор    |
| Оксана Бурлай-Питерова | Лиза студентка                                    |
| Ирина Ковальская       | Агафья Тихоновна танцовщица на канате             |
| Алла Бродская          | Катерина Александровна жена отца Федора           |
| Владимир Лысенко       | Беспризорник                                      |
| Анатолий Падука        | Варфоломей Коробейников архивариус                |
| Георгий Деревянский    | Тихон дворник                                     |
| Александр Кузьменков   | Официант / одноглазый шахматист                   |
| Юрий Лопарев           | Безенчук гробовщик                                |
| Михаил Малицкий        | Персицкий журналист                               |
| Василий Остафийчук     | Симбиевич-Синдиевич режиссёр                      |
| Анатолий Пирогов       | Мечников монтер в театре                          |
| Павел Коломийчук       | Авесалом Изнуренков писатель-сатирик              |
| Леонид Анисимов        | Альхен заведующий богадельней и руководитель хора |
| Всеволод Кабанов       | Аукционист                                        |
| Сергей Юркин           | Эрнест Щукин инженер, муж Эллочки                 |
| Валерий Бассель        | Вахтёр в клубе железнодорожников                  |
| Владимир Пиница        | Брунс инженер                                     |
| Наталья Лукьянченко    | Мусик его жена                                    |
| Дмитрий Кукурудзяк     | Редактор                                          |
| Андрей Мирошниченко    | Фотограф                                          |
| Георгий Мартюков       | Журналист Степанков                               |
| Артур Литвинов         | Никифор Ляпис-Трубецкой поэт                      |
| Александр Козлов       | Паша Эмильевич старший из четырёх братьев         |
| Сергей Родионов        | совладелец похоронного бюро «У Трёх нимф»         |
| Руслан Ворник          | совладелец похоронного бюро «У Трёх нимф»         |
| Дмитрий Иванов         | совладелец похоронного бюро «У Трёх нимф»         |